# An Túr Gloine

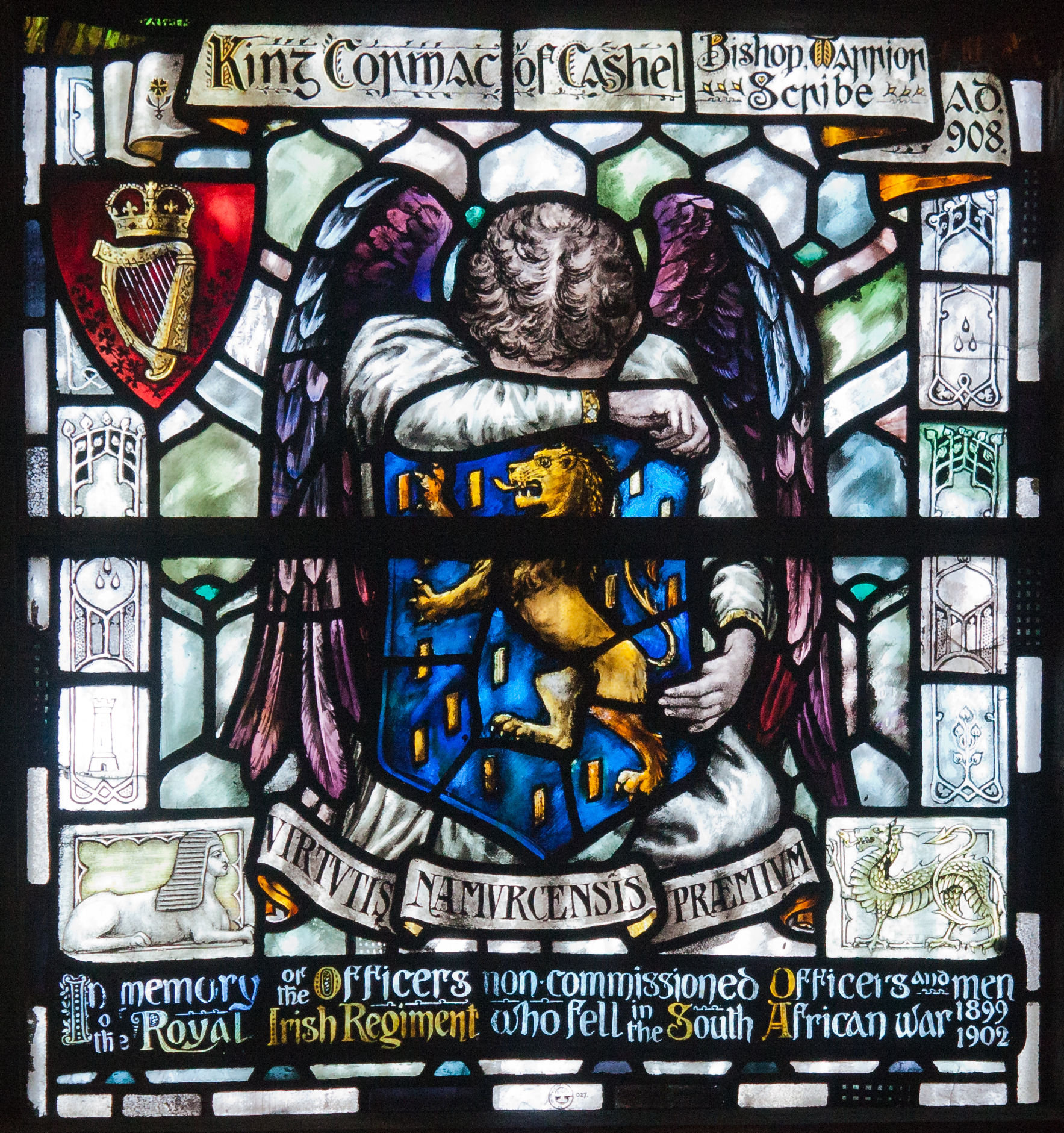
Vetrata commemorativa per la Cattedrale di San Patrizio. Disegnata da Sarah Purser, colorata da Alfred Ernest Child ed eseguita dall'An Túr Gloine.

L'An Túr Gloine (pronunciato [ənˠ ˌt̪ˠuːɾˠ ˈɡlˠɪnʲə]; in inglese: "The Glass Tower") fu il nome di uno studio cooperativo d'artisti per la lavorazione di vetri policromi e di mosaici, che operò tra il 1903 e il 1944 a Dublino, capitale dell'Irlanda.

## Storia
L'An Túr Gloine fu ideato alla fine del 1901 e fondato nel gennaio 1903 al civico 24 di via Pembroke, sul sito di due ex campi da tennis, e fu attivo per tutta la prima metà del XX secolo. Gli artisti affiliati includevano Michael Healy, Evie Hone, Beatrice Elvery, Wilhelmina Geddes, Catherine O'Brien, Kathleen Quigly e la fondatrice Sarah Purser. L'impulso originale per il progetto, stimolato dall'attivista culturale irlandese Edward Martyn, fu la costruzione della cattedrale a Loughrea, nella contea di Galway, che sarebbe diventata la Saint Brendan. Purser e Martyn speravano di fornire un'alternativa alle vetrate commerciali importate dall'Inghilterra e dalla Germania per le chiese irlandesi e per altri progetti architettonici. La conoscenza di Purser del vetro medievale francese e inglese, assieme ai suoi legami sociali e alle capacità organizzative, furono cruciali per il successo della cooperativa.
Uno scrittore del The Studio, una rivista di belle arti e arti applicate, definì la neocostituita An Túr Gloine come: «forse l'esempio più notevole del desiderio appena risvegliato di promuovere il genio irlandese», descrivendola come «una scuola artigianale allo stesso tempo, dove la formazione per ogni dettaglio connesso alle informazioni per la progettazione e produzione è fornito agli operai, ed una fabbrica da cui è già uscita qualche opera degna». Lo scrittore descrisse anche i vantaggi economici di un'industria del vetro locale per rifornire le chiese irlandesi. Lo studio è considerato come parte del movimento delle Arts and Crafts, ma era anche intriso dello spirito coevo del revivalismo irlandese e si ispirava anche alla tradizione artistica della miniatura dei manoscritti celtici. L'Irlanda divenne in quel periodo un centro di fama internazionale per l'arte del vetro colorato, in larga misura come risultato della An Túr Gloine. Lo studio fu gestito dalla Purser fino al 1940, e le successe Catherine O'Brien che lo gestì fino al 1944. Dopodiché O'Brien acquistò lo studio e affittò gran parte della produzione e dell'area al collega britannico Patrick Pollen.

## Rapporto con la cultura letteraria
Una commissione per l'An Túr Gloine provocò una miriade di critiche contro la rivista Samhain, da parte del celebre poeta irlandese William Butler Yeats, dichiarando: «la mente borghese non è mai sincera nel descrivere le arti», ecché:

## Opera
La tabella seguente fornisce alcuni esempi dei lavori commissionati allo studio o realizzati da singoli artisti associati ad An Túr Gloine.
| Soggeto | Sito                                                                  | Località                                                      | Artista                                                                                 |
| --- | --------------------------------------------------------------------- | ------------------------------------------------------------- | --------------------------------------------------------------------------------------- |
| Vetrata commemorativa della prima guerra mondiale                                                                   | St. Bartholomew's Church                                              | Ottawa, capitale del Canada                                   | Wilhemina Geddes                                                                        |
| Collezione di vetrate                                                                                               | Abbey Theatre                                                         | Dublino                                                       | An Túr Gloine                                                                           |
| Pannello della porta raffigurante una triade allegorica di candele che simboleggiano verità, conoscenza e saggezza: | alla scuola di Sant'Enda (St. Enda’s School), nella Cullenswood House | Ranelagh, a Dublino (Irlanda)                                 | Sarah Purser and An Túr Gloine                                                          |
| Vetrata rappresentante i santi fratelli: Francea ed Enda (St. Fanchea and St. Enda)                                 | St. Brigid, parrocchia di Faughart                                    | Kilcurry, nella contea di Longford (Irlanda)                  | Sarah Purser e An Túr Gloine                                                            |
| |                                                                       |                                                               |                                                                                         |
| Katharine Temple Emmet & Richard Stockton Emmet Memorial Window                                                     | Christ Church                                                         | Pelham Manor, nello stato di New York (Stati Uniti d'America) | Sarah Purser                                                                            |
| Finestre, tre sul lato sud, una sulla navata nord                                                                   | alla chiesa dublinese di Sant'Anna, in via Dawson (St. Ann’s Church)  | Dublino                                                       | Wilhemina Geddes; quella della navata nord realizzata in collaborazione con Ethel Rhind |